# Alex Gaudino
Alessandro Alfonso Fortunato Gaudino (ur. 23 stycznia 1970 w Salerno) – włoski DJ i producent muzyczny. Zadebiutował w 1993 pod szyldem wytwórni Flying Records. W 1998 przy pomocy Giacomo Maioliniego założył własną wytwórnię RISE Records.
W 2007 wydał singel "Destination Calabria", w którym wykorzystał wokal Crystal Waters z utworu "Destination Unknown". Pod koniec 2007 zaprezentował kolejny singel "Watch Out" nagrany wspólnie z Sheną.

## Dyskografia

### Albumy
- 2008: My Destination

### Single
| Rok  | Tytuł                                                   | Pozycja na liście | Pozycja na liście | Pozycja na liście | Pozycja na liście | Pozycja na liście | Pozycja na liście | Pozycja na liście | Pozycja na liście | Pozycja na liście | Pozycja na liście | Pozycja na liście | Pozycja na liście | Pozycja na liście |
| Rok  | Tytuł                                                   | Meksyk            | Wielka Brytania   | Australia         | Czechy            | Francja           | Szwecja           | Polska            | Bułgaria          | Włochy            | Holandia          | Finlandia         | Belgia            |                   |
| ---- | ------------------------------------------------------- | ----------------- | ----------------- | ----------------- | ----------------- | ----------------- | ----------------- | ----------------- | ----------------- | ----------------- | ----------------- | ----------------- | ----------------- | ----------------- |
| 2003 | "Destination Unknown" (featuring Crystal Waters)        | -                 | -                 | -                 | -                 | -                 | -                 | -                 | -                 | -                 | -                 | -                 | -                 |                   |
| 2005 | "Reaction" (featuring Jerma)                            | -                 | -                 | -                 | -                 | -                 | -                 | -                 | -                 | -                 | -                 | -                 | -                 |                   |
| 2007 | "Destination Calabria" (featuring Crystal Waters)       | 1                 | 4                 | 1                 | 9                 | 6                 | 1                 | 2                 | -                 | 12                | 16                | 1                 | 2                 |                   |
| 2007 | "Que Pasa Contigo" (featuring Sam Obernik)              | -                 | -                 | -                 | -                 | -                 | -                 | -                 | -                 | -                 | -                 | -                 | 50                |                   |
| 2008 | "Watch Out" (featuring Shena)                           | 1                 | 16                | -                 | 22                | -                 | -                 | -                 | 14                | 31                | 9                 | -                 | 52                |                   |
| 2008 | "I’m a DJ" (vs. Nari & Milani feat. Carl)               | -                 | -                 | -                 | -                 | -                 | -                 | -                 | -                 | -                 | -                 | -                 | -                 |                   |
| 2008 | "I Love Rock’N’Roll" (with Jason Rooney)                | -                 | -                 | -                 | -                 | -                 | -                 | -                 | -                 | -                 | -                 | -                 | 60                |                   |
| 2009 | "Take Me Down (To The Water)" (featuring Steve Edwards) | -                 | -                 | -                 | -                 | -                 | -                 | -                 | -                 | -                 | -                 | -                 | -                 |                   |
| 2010 | "I’m In Love (I Wanna Do It) (featuring Maxine Ashley)  | -                 | 10                | -                 | -                 | -                 | -                 | -                 | -                 | -                 | 67                | -                 | 43                |                   |
| 2011 | "What a Feeling" (featuring Kelly Rowland)              | -                 | -                 | -                 | -                 | -                 | -                 | -                 | -                 | -                 | -                 | -                 | -                 |                   |